# 殘缺 (電影)
《殘缺》，為香港1978年邵氏公司出品，張徹執導的一部武打電影。

## 電影內容
故事敘述天道莊莊主杜天道（陳觀泰飾）因妻兒遭仇家天南三虎所害，自而性情大變，橫霸鄉里。其子杜常為天南三虎斬去雙臂，使父子二人心中極不平衡，先後挖盲貨郎陳順（郭追飾）雙眼、毒啞打聾鐵匠韋打鐵（羅莽飾）及斷去青年胡阿貴（孫建飾）雙腿，更重創為三人打抱不平之俠士王翼的腦部，使其瘋顛失常。
三人據王翼所攜書信尋至王翼之師李正鷹（井淼飾）處，在聽聞三人遭遇後，李正鷹允收三人為徒。加強陳順之聽力以補眼盲之憾；訓練韋打鐵之眼力以輔失聰不便；並替胡阿貴裝上鐵腳，三人身殘心不殘，在李正鷹教導下練就一身武藝，於是連同王翼一齊前往天道莊為民除害。在接連打倒杜天道師弟居高峰（楊熊飾）、天道莊萬總管（王龍威飾）以及眾武師莊眾後，合四人之力，終將杜天道父子擊敗，除去鎮上一大害。

## 人物角色
| 角色名稱 | 演員   | 備註       |
| -------- | ------ | ---------- |
| 陳順     | 郭追   |            |
| 韋打鐵   | 羅莽   |            |
| 胡阿貴   | 孫建   |            |
| 王翼     | 江生   |            |
| 杜常     | 鹿峰   | 杜天道之子 |
| 杜天道   | 陳觀泰 | 天道道莊主 |
| 萬總管   | 王龍威 | 天道莊總管 |
| 李正鷹   | 井淼   | 王翼師父   |
| 居高峰   | 楊熊   | 杜天道師弟 |
| 羅師父   | 譚鎮渡 | 天道莊教頭 |
| 林師父   | 余太平 | 天道莊教頭 |
|          | 王憾塵 | 客棧掌櫃   |
|          | 潘冰嫦 | 杜天道妻   |
|          | 屠龍   | 天南三虎   |
|          | 陸劍明 | 天南三虎   |
|          | 譚天   | 天南三虎   |
|          | 周麥利 |            |
|          | 劉晃世 |            |
|          | 黎友興 |            |
|          | 陳志樂 |            |
|          | 夏國榮 |            |
|          | 陳鴻   |            |
|          | 蕭玉明 |            |
|          | 吳真堂 |            |
|          | 鄧偉豪 |            |
|          | 羅軍   |            |
|          | 羅勝   |            |
|          | 林志泰 |            |
|          | 麥德羅 |            |
|          | 王志華 |            |
|          | 蕭玉龍 |            |
|          | 尹相林 |            |
|          | 雷達   | 瓷器店老闆 |

## 其他製作人員
- 製片：方逸華
- 執行製片：陳列
- 劇務：劉清鵬
- 助導：趙岡生、陳友文
- 武術指導：江生、鹿峰、戴其賢
- 燈光：陳芬、關英全
- 道具：黎沃、劉炳威
- 化妝：吳緒清
- 梳妝：彭雁聯
- 服裝：劉季友
- 佈景：曹莊生

## 備註
1. 1 2  香港電影票房 1978 〔華語電影〕，〈香港電影票房全紀錄〉

## 外部連結
- 開眼電影網上《殘缺》的資料（繁體中文）
- 香港影庫上《殘缺》的資料（繁體中文）
- 豆瓣电影上《殘缺》的資料 （简体中文）
- 时光网上《殘缺》的資料（简体中文）
- AllMovie上《殘缺》的资料（英文）
- 爛番茄上《殘缺》的資料（英文）
- 互联网电影数据库（IMDb）上《殘缺》的资料（英文）